# Peix pallasso
El peix pallasso (Amphiprion ocellaris) és una espècie de peix de la família dels pomacèntrids i de l'ordre dels perciformes. És una espècie força popular en aquariofília i és criat artificialment a Florida (Estats Units) per al comerç de peixos d'aquari. En estat natural habita des de l'est de l'oceà Índic (incloent-hi les illes Andaman i Nicobar, Tailàndia, Malàisia i el nord-oest d'Austràlia) fins a Singapur, Indonèsia, les Filipines, Taiwan i les illes Ryukyu. Els mascles poden assolir 11 cm de llargària total. És hermafrodita i monògam.
Viu en zones de clima tropical (46°N-17°S, 92°E-147°E), associat als esculls de corall, a 1-15 m de fondària i en simbiosi amb les anemones Heteractis magnifica, Stichodactyla gigantea i Stichodactyla mertensii.
La reproducció del peix pallasso és complexa. Diversos individus hermafrodites facultatius, viuen junts en la mateixa anemone. L'individu més gran és sempre una femella i el segon en jerarquia, per ordre de grandària, és sempre el mascle reproductor. Tots els altres peixos són mascles en estats diferents de maduresa (fenomen conegut com a protàndria). Si mor la femella, el mascle més agressiu i gran del grup canvia el seu sexe a femella, i el segon peix pallasso més gran i agressiu, es converteix en el mascle alfa o reproductor.

### Ús comercial
Individus d'aquesta espècie són fàcils d'obtenir en el mercat d'aquariofília marina, és un peix de manteniment senzill. Per això, constitueixen una bona opció per a aquaris marins de principiants. Es tracta d'una espècie depredadora omnívora, que necessita una lleugera aportació vegetal en la seva dieta.

### Descripció
La coloració del cos és de taronja brillant a marró-vermellós, amb tres franges blanques, que creuen longitudinalment el cos, dividint-lo en tres porcions. Aquestes bandes estan delimitades amb estrets marges negres. La franja del mig, a la part central, té un creixement més gran en direcció al capdavant.
Els exemplars joves tenen el color base del cos més viu i vermellós, del temps que els adults van atenuant aquesta vivesa de coloració, tornant-se més taronja-marró clar.
A. ocellaris té una aleta cabal arrodonida i pot créixer fins a 110 mm de longitud. Posseeix 11 espines en l'aleta dorsal, la qual cosa el distingeix de l'estretament relacionat Amphiprion percula, que en posseeix 10. Compta amb 13-17 radis dorsals suaus, 2 espines anals i de 11-13 radis anals suaus.
Les femelles són més grosses que els mascles d'aquesta especie. Normalment doblen la seva grandària.

### Morfologia
La coloració del cos és de taronja brillant a marró-vermellós, amb tres franges blanques, que creuen longitudinalment el cos, dividint-lo en tres porcions. Aquestes bandes estan delimitades amb estrets marges negres. La franja del mig, a la part central, té un creixement més gran en direcció al capdavant. Els exemplars joves tenen el color base del cos més viu i vermellós, del temps que els adults van atenuant aquesta vivesa de coloració, tornant-se més taronja-marró clar. L'espècie A. percula és gairebé idèntica, però es pot diferenciar pels seus respectius colors i patrons. En A. ocellaris són en general menys vius, a més que tenen 11 espines de l'aleta dorsal, mentre que A. percula té 10 (de vegades 9). A més, la part espinosa anterior de l'aleta dorsal a A. ocellaris és més alta (l'altura s'ajusta al voltant de 2,1 -2,9 cm a la longitud del cap, en comparació amb 3,1-3,3 cm a A. percula). La majoria dels A. percula tenen un marge negre més gruixut, vorejant les franges blanques dels peixos. Les distribucions d'aquestes dues espècies no se superposen. També hi ha diferències en la disposició de la coloració en els ulls, els A. percula tenen Martí de color taronja brillant, fent que els seus ulls semblen més petits, mentre que A. ocellaris posseeix una coloració grisa o taronja grisenca, que fa que els ulls semblin més grans.
Hi ha una rara varietat negra o melànica, en la qual es presenta el fons en negre, en comptes de la tonalitat taronja, amb les ratlles blanques normals. Es troba a les aigües del Territori Nord d'Austràlia, en els esculls al voltant de Darwin. Encara que no és comú en la naturalesa, s'està tornant més i més popular a la aquariofília.

### Mucosa superficial
Tots els peixos tenen una membrana mucosa que cobreix les seves escates. El moc sol contenir altes quantitats de lípids i glicoproteïnes, però la família Pomacentridae (peix d'anemone) tenen una adaptació especial a la capa mucosa, sent molt més gruixuda i espessa. A diferència d'altres espècies de peixos, la capa de protecció de les espècies del gènere Amphiprion, manca d'una substància específica que desencadena l'atac dels nematocists (les picades d'una anemone), la qual cosa permet la immunitat contra les picades de peixos tòxics. Poc se sap sobre el moc, excepte que la seva secreció es deu a factors genètics, i la naturalesa de la seva composició passa a través de les generacions en cada espècie. En altres famílies de peixos, el moc s'utilitza com a protecció contra els bacteris perjudicials, un regulador osmòtic i també ajuda als peixos en la fabricació del niu. La diferència en el moc ha portat a la trajectòria divergent dels peixos d'anemones i altres espècies.

### Filogènia
L'espècie peix pallasso es relaciona amb la classe dels osteictis (Osteichthyes), la mateixa que conté els peixos ossis i els peixos d'aletes radiades. A. ocellaris és l'espècie més basal en el gènere Amphiprion, que està estretament relacionat amb el gènere Premnas. L'espècie més estretament relacionada amb un ancestre comú, és el peix pallasso taronja Amphiprion percula. Es creu que A. ocellaris especià ràpidament, divergint poc després de separar-se el gènere Premnas. L'evidència científica confirma que tots els peixos pallasso pertanyents al gènere Amphiprion, en un començament van haver de suportar les picades d'un sol tipus de anemone. A partir d'aquest ancestre en comú, van divergir les 28 diferents espècies de peix pallasso, incloent a A. ocellaris. Aquestes espècies van ser gradualment evolucionant per a ser capaços de resistir les picades verinoses de moltes espècies diferents d'anemones.

## Ecologia

### Hàbitat i distribució
El peix pallasso habita en els esculls de corall i llacunes marines protegides per esculls de coral, fins a una profunditat de 15 metres. Més concretament, es troba principalment en, o prop, de les anemones, com a part d'una relació simbiòtica. Es troba en esculls de coral no gaire llunyans de la costa, a no molta profunditat, entre 1 i 15 metres (usualment de 3 a 15 metres). Solen habitar en esquerdes dels esculls de substrat rocós o calcari. Comensal d'anemones. S'alimenta de plantes (34%), invertebrats bentònics (44%), i zooplàncton. Se sol trobar amb anemones, en associació de mutualisme, s'associa principalment a les anemones Heteractis magnifica, Stichodactyla gigantea i Stichodactyla mertensii. La seva distribució comprèn els mars d'Àsia i Austràlia, en l'Indo-Pacífic occidental, a l'est de l'oceà Índic, com illes d'Andaman i Nicobar, Tailàndia, Malàisia, i del nord-oest d'Austràlia al sud-est asiàtic, Singapur, Indonèsia i les Filipines ; limitant el seu rang al nord a Taiwan i les illes Ryukyu.

### Comportament
Amphiprion ocellaris manté una relació simbiòtica no estricta, mutualista, amb les anemones de mar. Aquests peixos depenen de l'anemone per refugiar-se. En aigües obertes aquests peixos són més susceptibles als depredadors, a més de ser dolents nedadors.També les anemones proveeixen protecció als nius. Per la seva banda, en les anemones s'observa que, en general, estan millor amb una espècie hoste, també poden beneficiar-se pel consum de paràsits per part del peix i l'augment en la circulació de l'aigua producte del aleteig. Els peixos anemone estan protegits contra la picada de l'anemone per la seva mucositat. Tots dos, el peix pallasso i les anemones de mar, poden sobreviure (amb les dificultats abans esmentades), quan se separen l'un de l'altre. No obstant això, curiosament, si la separació dura més d'uns pocs dies o setmanes (depenent de les espècies de peixos i d'anemones), quan els companys es reuneixen, i el peix nada entre els tentacles de l'hospedera, sembla que ja no és immune a la picada de la seva vella anemone. Per tant, s'ha inferit que la immunitat als nematocists de les diferents espècies d'anemones és adquirida. Hi ha evidències d'un període d'aclimatació, que ha d'ocórrer abans que el peix sigui immune a la picada de l'anemone. Això implica un procés en el qual el peix nada al voltant de l'anemone, fregant el seu ventre i les aletes ventrals en els extrems dels tentacles. Un peix picat per la seva anemone retorna a la seva hospedera en diverses ocasions, passant per una complicada i estereotipada dansa de natació, tenint cura de tocar els tentacles en primer lloc només amb les seves aletes ventrals, i després a tot el seu ventre. Finalment, després d'alguns minuts a diverses hores de tal comportament d"aclimatació", és capaç de capbussar-se en ella completament. Addicionalment, un peix que havia estat vivint lluny de les anemones, podria ser sensible als nematocists d'una anemone que no ha rebut peixos pallasso. A mesura que els alevins comencen la recerca d'una anemone, la seva supervivència depèn de trobar una anemone en què residir, però aquest procés és complicat per la dinàmica jeràrquica dins de les anemones ja ocupades per altres peixos pallasso, el peix jove nouvingut entra en el sistema social des de la part inferior i s'exposa a la pitjor agressió i pot ser expulsat. Les bases del sistema jeràrquic es comuniquen a través de l'agressió pels cohabitants majors cap als individus més petits. Els A. ocellaris són capaços de trobar les espècies d'anemones de mar hostes i tornar (si s'allunyen massa) a la seva pròpia Anemona hospedera per pistes olfactives, a causa de la impressió olfactiva, o empremta, que té lloc quan encara estava en el seu niu. Una curiositat sobre el comportament dels A. ocellaris en captivitat, és l"adopció", a falta d'una anemone, del corall tou Sarcophyton o del corall dur Catalaphyllia jardinei. Donada la similitud dels tentacles d'aquests corals amb els d'algunes anemones hostes, aquests peixos pallasso es comporten amb ells com si fossin anemones, mantenint una relació mutualista: tot just se separen del corall, el defensen d'altres espècies o gèneres, i el netegen de residus. S'ha observat que, fins i tot han fixat la posta d'ous en l'esquelet d'un Catalaphyllia jardinei, quedant protegits de possibles predadors pels tentacles d'aquest, ja que els nematocists d'aquesta espècie de corall són dels més potents.

### Mutualisme
A. ocellaris generalment té una relació simbiòtica amb les anemones de mar. El terme més correcte seria mutualisme, atès que la supervivència de cap dels dos involucrats depèn completament de l'altre, en poques paraules, tant l'anemone com el peix poden viure separats sense més problemes, mentre que en una simbiosi estricta no és possible. Una anemone posseeix nematocists sobre la superfície dels seus tentacles, aquests nematocists són capaços d'injectar una toxina paralitzant, que utilitza per atrapar i matar les seves preses, inclosos els peixos. El peix pallasso no neix immune a la toxina de les anemones, sinó que s'immunitza lentament amb l'ajuda d'una capa de moc que segrega sobre la seva pell, impedint que els nematocists de l'anemone s'adhereixin en gran quantitat, la qual cosa permet que el seu cos absorbeixi petites dosis amb les que gradualment es va acostumant el peix, arribant a ser completament immune a la toxina quan és adult. Un peix pallasso immunitzat es pot moure lliurement entre els tentacles de l'anemone, cosa que li permet utilitzar-les com un microhàbitat, on troba aliment, refugi i protecció contra peixos més grans. Alhora el peix s'alimenta de les partícules sobrants de l'alimentació de l'anemone, així com de paràsits i altres organismes que puguin afectar-la. Ocasionalment, A. ocellaris es troba compartint anemones en harmonia amb la gambeta anemone Periclimenes holthuisi.
A. ocellaris triarà més sovint com hostatger una o diverses de les següents espècies d'anemona: 
- Heteractis magnifica
- Stichodactyla gigantea
- Stichodactyla mertensii
- Entacmaea quadricolor

### Alimentació
Aliments planctònics com ara el zooplàncton, els copèpodes, i les algues són la font primària d'aliment per a A. ocellaris. Es classifiquen com omnívors generalistes, ja que s'alimenten de la mateixa quantitat d'algues i animals. També es reporta que arriben a consumir els paràsits de les seves anemones hostatjadores. L'alimentació, és també dominada per la dinàmica en l'estructura jeràrquica del grup en l'anemone. A causa que els peixos més petits reben la major agressió dels altres, es veuen obligats a reduir l'energia invertida per alimentar-se a grans distàncies de l'anemone i tendeixen a estar a prop, on la competència interespecífica és més gran. A més, no és segur per als peixos més petits allunyar-se de la seguretat de la anemona. El peix dominant busca aliment a majors distàncies, però en general no més lluny que a diversos metres de l'anemone.

### Depredadors
La depredació sobre els peixos relacionats amb l'anemone, es redueix considerablement a causa de la relació amb l'anemone hostatgera, la picada dissuadeix els possibles depredadors. Els ous són més susceptibles a la depredació, principalment per altres peixos damisel·la, de la família Pomacentridae, sense incloure altres peixos anemone, i làbrids. La susceptibilitat a la depredació en els ous augmenta en la nit, quan el mascle no els està vigilant i poden ser víctimes d'estrelles de mar o ofiurs.

### Funcions en l'ecosistema
Com es va esmentar anteriorment, A. ocellaris és part d'una relació simbiòtica. En aquesta relació, el peix rep protecció de l'anemone en forma d'un refugi diari per a la seva niu. L'anemone rep protecció també, com s'ha documentat, ja que en absència d'un peix hoste, les anemones poden ser atacades pels peixos papallona o fins i tot tortugues. A més, en presència dels peixos, les anemones de l'espècie Entacmaea quadricolor desenvolupen bulbs que es troben a l'extrem dels tentacles, se sospita que aquestes estructures augmenten la superfície disponible per rebre energia solar, incrementant el seu metabolisme amb avantatges considerables per a l'anemone. Els bulbs no estan presents en l'absència dels peixos simbionts.

## Reproducció

### protàndria
Les espècies de peixos pertanyents al gènere Amphiprion neixen amb òrgans sexuals masculins i femenins en un mateix individu, a aquesta condició se li denomina hermafroditisme, convé aclarir en aquest punt, que hi ha espècies d'organismes hermafrodites amb reproducció sexual i asexual, aquests peixos posseeixen reproducció sexual, per la qual cosa requereixen dos individus de diferent sexe per aparellar amb èxit.
En els peixos pallasso, en deixar el seu estat larvari i començar a madurar sexualment, els òrgans masculins són els que maduren primer (a aquesta condició ontogènica se li denomina protàndria), en conseqüència, en certa etapa, tots els individus d'una generació són mascles. Posteriorment, en créixer i arribar l'època de reproducció, en els grups que conviuen junts, el mascle més gran i agressiu del grup desenvolupa els seus òrgans femenins (al mateix temps que s'atrofien els masculins), convertint-se en la femella dominant. Els altres peixos es queden com mascles, i, la nova femella, s'acoblarà amb el mascle més gran del seu grup. Una vegada un mascle es converteix en femella, el canvi és irreversible.
Les femelles controlen als mascles mitjançant una agressiva dominació, així eviten la generació d'altres femelles. El mascle més gran, al seu torn domina als joves i evita que altres mascles aconsegueixin la fecundació durant la fresa.
La informació específica sobre els hàbits d'aparellament d'A ocellaris és escassa, però el comportament general que es creu típic de tots els peixos anemone està documentat. Són territorials a l'anemone específica en què habiten i són monògams. Abans de la fresa, la preparació del niu es fa pel mascle, en un lloc segur prop de l'anemone on habiti, en general una cavitat de l'escull o entre pedres amb una superfície llisa. Al seu voltant, el mascle aclarirà el substrat. La roca nua que triï, haurà d'estar prou a prop de l'anemone perquè el niu tingui la protecció dels tentacles.
Els mascles atrauen la femella mitjançant l'extensió de les aletes, mossegant, i perseguint-la.Durant la fresa, els mascles són cada vegada més agressius.
A. ocellaris és capaç de reproduir-se durant gairebé tot l'any, ja que viu en aigües tropicals, 36 tot i que pot ser alguna cosa limitat a l'extrem nord de la seva àrea de distribució durant els mesos d'hivern. El fresa es concentra al voltant de la lluna plena i passa generalment en el matí. Les possibles raons per això són: forts corrents d'aigua per a la distribució de larves, major proveïment d'aliments a causa de fresa sincronitzat d'invertebrats al mateix temps, i la visibilitat total augmentada.
Quan el fresa està per ocórrer, el mascle perseguirà la femella fins al niu, però la femella comença realment el procés. La femella fa diverses passades sobre el niu i, finalment, pon ous de color taronja durant el període de 1-2 hores abans d'abandonar el niu.Durant el desenvolupament de la posta, el mascle mantindrà el flux constant d'oxigen en l'aigua circumdant, ventant amb les seves aletes. Els ous són d'aproximadament 3-4 mm de longitud i varien en nombre de 100 a 1000, depenent de l'edat i la mida dels peixos. El mascle llavors, continua el procés, fecundant-los conforme van sortint, donat girs al voltant de la femella al mateix temps que expulsa el seu esperma en passar sobre els ous.
Els ous es peguen al substrat amb un fil prim. La incubació es veu afectada per la temperatura de l'aigua. Com més freda sigui l'aigua, el període d'incubació serà més llarg. Però, en general, requereix de 6 a 8 dies abans que l'eclosió es produeixi. L'etapa larval planctònica dura de 8 a 12 dies i acaba quan els peixos joves decideixen tornar al fons, per a tractar de trobar una anemone que habitar .
Els mascles aporten la major part de la cura a la posta, però les femelles participen de forma esporàdica. Les funcions principals del mascle durant aquest període inclouen el "ventat" d'aigua oxigenada als ous, protegir la posta de peixos que se n'alimentin i el menjar els ous producte de la seva fecundació que són infèrtils o estan danyats per fongs.

### Desenvolupament
Després de la incubació, el peix pallasso entra en un estadi larval curt, en el qual resideix prop de la superfície en una fase planctònica. A mesura que canvien de larves a alevins, generalment dins d'un dia, els peixos es muden movent-se des de la superfície fins al fons, a la recerca d'una anemone hostadora. Una vegada que els ous es desclouen, passen a l'etapa larval, i són independents dels pares, el que implica que, els peixos joves que integren un grup dins d'una mateixa anemone, no necessàriament estan emparentats entre si.

## longevitat
A la data, l'expectativa de vida no s'ha estudiat plenament en la natura, però es creu que A. ocellaris pot viure de 2 fins als 15 anys. Les larves de peixos són molt susceptibles a la depredació, ja que no tenen manera de defensar-se a si mateixes, i perquè tenen altes taxes de mortalitat. Experiments de transferència de captivitat s'han realitzat per abordar la possibilitat de repoblar els peixos en les zones on s'han esgotat, en els quals s'ha trobat que la supervivència dels peixos transferits és més gran en comparació amb els A. ocellaris més petits

## Relació amb els humans

### importància econòmica
A. ocellaris és una espècie important en el comerç de peixos d'aquari tropicals, i certes coloracions rares entre les seves espècies són especialment buscades. Són fàcils de reproduir en captivitat i poden ser utilitzats en la investigació.

### Conservació i amenaces
L'alta demanda d'A.ocellaris en el comerç d'aquaris, ha reduït la mida de les poblacions en alguns llocs, fent-les més susceptibles a la sobreexplotació i altres amenaces. L'espècie no està classificada com amenaçada o en perill d'extinció (IUCN 2003 ), però, s'incrementen les amenaces per als esculls de corall on les poblacions d'A ocellaris i d'altres espècies de peixos pallasso habiten, com ara: la sedimentació, l'eutrofització, la contaminació de l'aigua, la sobrepesca i la degradació de el seu hàbitat producte del blanqueig de corall, a causa del augment de la temperatura del mar a conseqüència de l'escalfament global.
CITES reconeix com un risc per a la conservació de qualsevol espècie, el que el seu comerç es popularitzi al mercat d'animals d'ornament i / o de companyia. Afortunadament A. ocellaris es reprodueix amb èxit en captivitat, el que ha reduït la pressió existent sobre les poblacions silvestres per aquesta espècie en particular, no necesariament estan emparentats entre si.

### Manteniment en captivitat
Requereix una temperatura tropical a l'aigua, entre 24 i 27 °C.
En captivitat, els A. ocellaris responen bé a una àmplia varietat d'aliments processats secs o extruïts per a peixos marins tropicals, tot i així, és recomanable l'enriquir la seva dieta amb complements i aliments frescos per mantenir els exemplars sans. L'alimentació es basa en aliments balancejats per a peixos tropicals, algues, zooplàncton, cucs i petits crustacis. També són comunament utilitzades com a aliment, especialment durant les primeres etapes de desenvolupament de les cries acabades de eclosionades, a l'estadi d'alevins, les larves de crustacis dels gèneres: mysis i Artemia.
Requereix un aquari profusament decorat amb roca viva, coralls i anemones, que ofereixin resguard als peixos i els donin la sensació de protecció. Aquests peixos tenen poca agressivitat i agraden de formar grups petits de 2 a 8 individus. Generalment viuen de 2 a 6 anys, havent casos excepcionals d'una edat de 12 anys en captiveri.

### Compra a aquaris
El peix pallasso és un peix tropical d'aigua de mar. Es recomana comprar peixos de viver, ja que, encara que són una mica més cars, aquesta acció permetrà evitar l'extinció de l'espècie en el seu medi natural.

### Cria en captivitat
A. ocellaris ha estat amb èxit criat en captivitat, intensivament a Florida per al comerç d'aquaris. Els exemplars criats en captivitat destaquen per tenir una major taxa de supervivència, estan disponibles en diversos llocs, fins i tot per Internet, i els distribueixen proveïdors certificats.
cultura popular
L'exitosa pel·lícula dels estudis Pixar "Buscant en Nemo", va popularitzar aquest peix com a mascota d'aquari. Al començament de la pel·lícula, el dentista que segresta en Nemo erròniament, presumeix d'haver-ho "salvat" de viure en l'escull. Dissortadament, pel que sembla, el missatge ecològic de la pel·lícula no va tenir l'impacte esperat, atès que la venda de peixos pallassos es va incrementar moltíssim després de la pel·lícula, arribant-se a vendre més de 150.000 exemplars per any d'aquest peix.

## Galeria

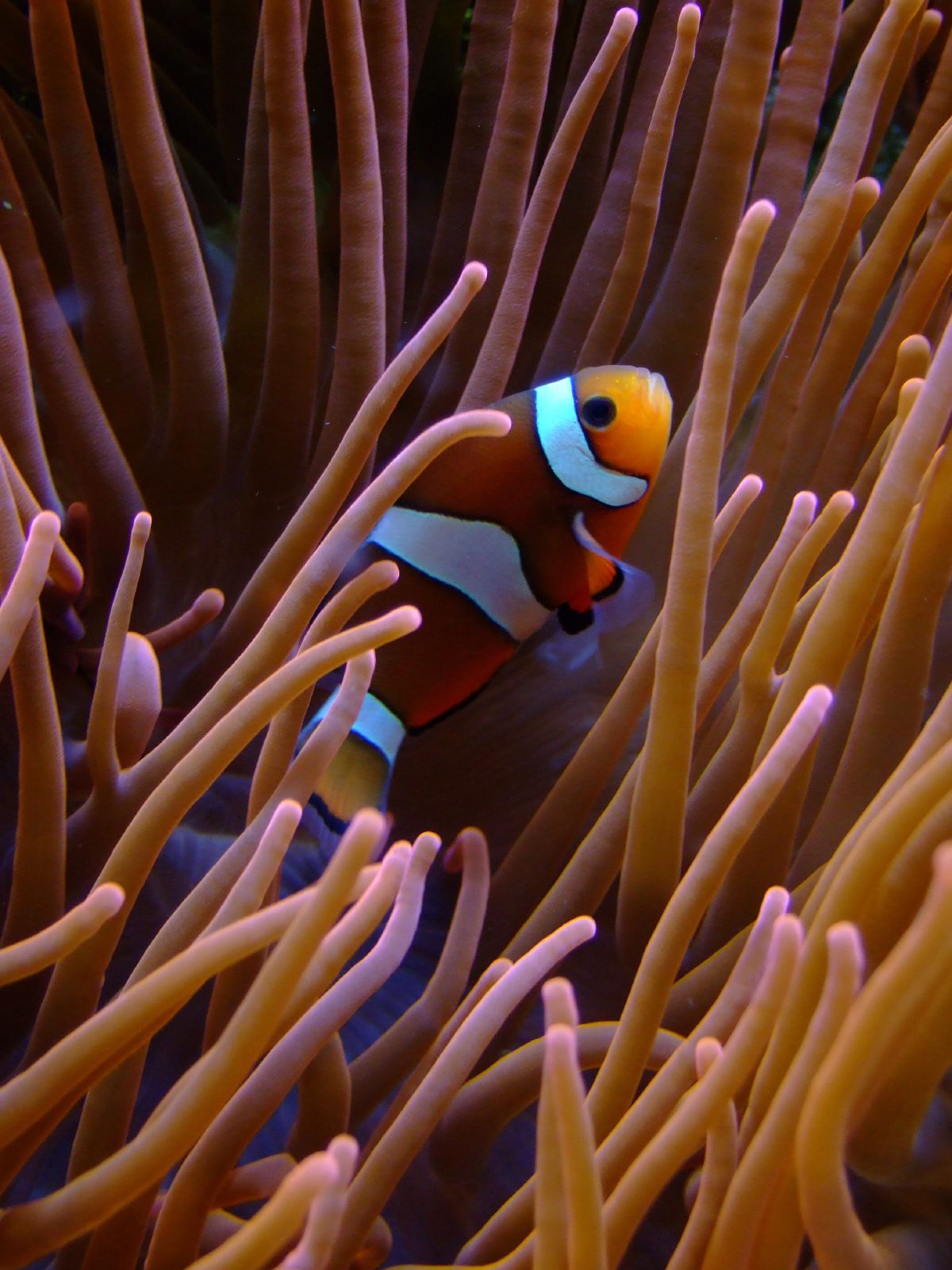
Peix pallasso al zoo de Colònia
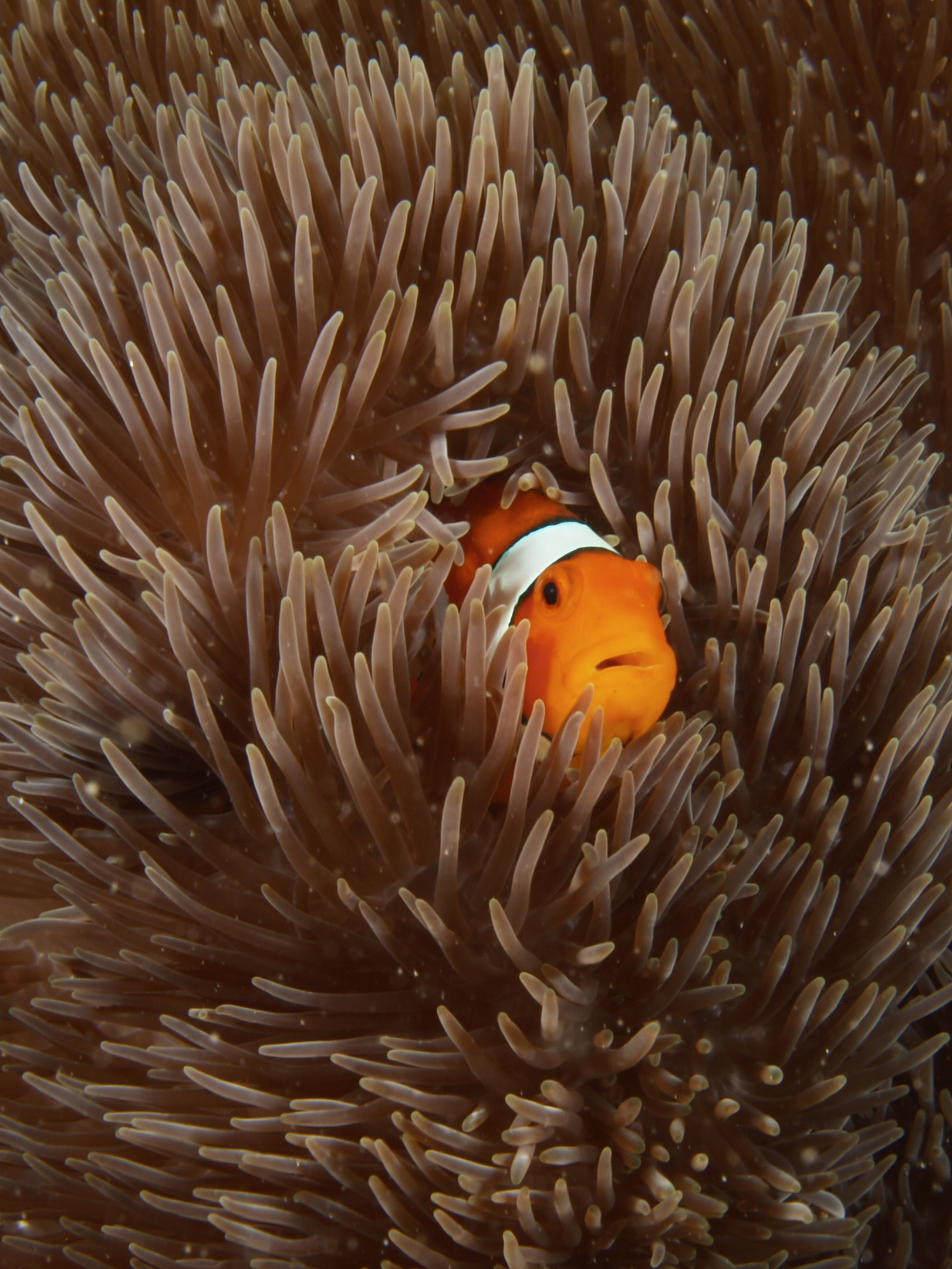
Peix pallasso refugiat en una anemone
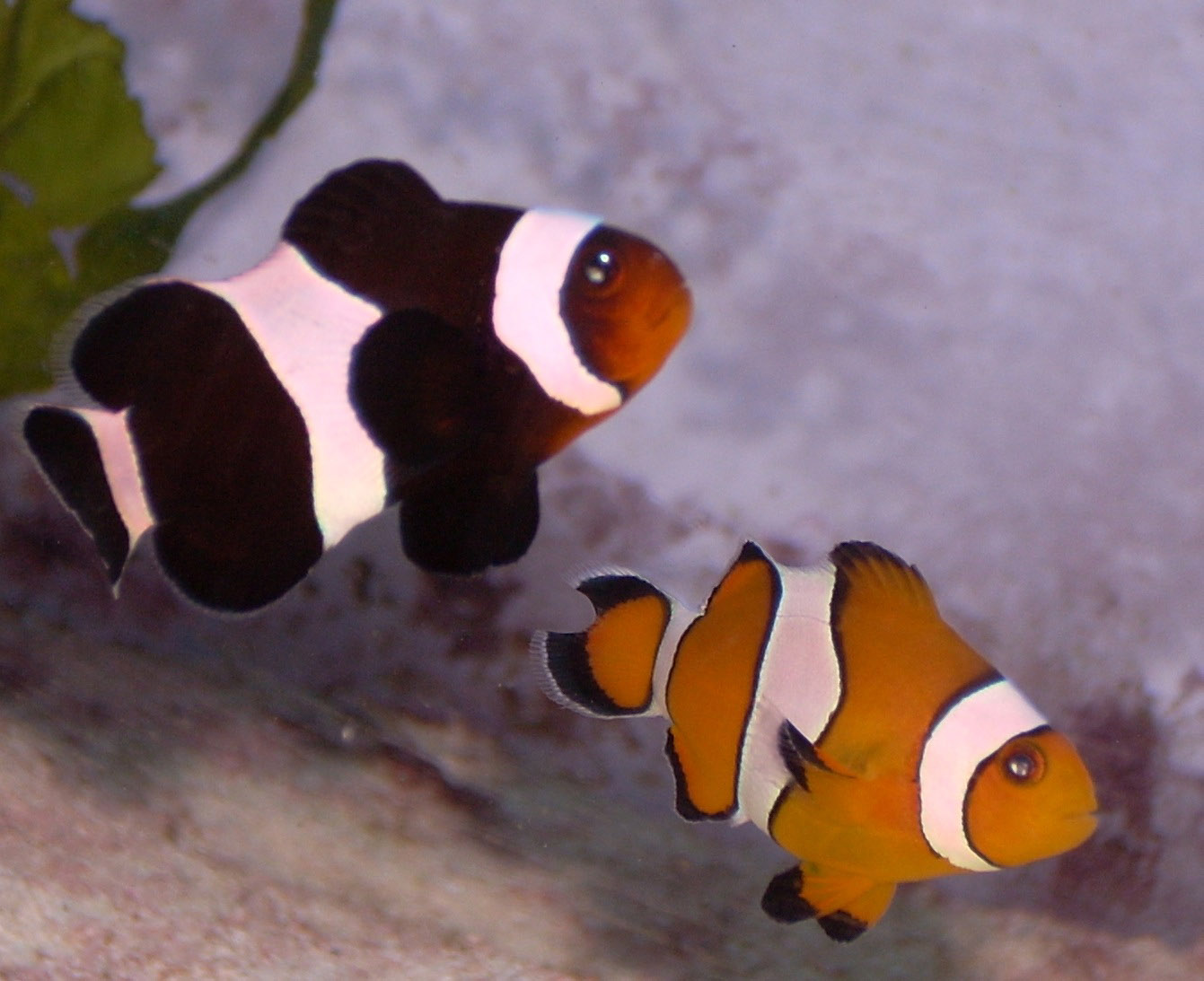
Dos peixos pallasso, un d'ells de color negre, molt menys freqüent que l'altre, de coloració normal.
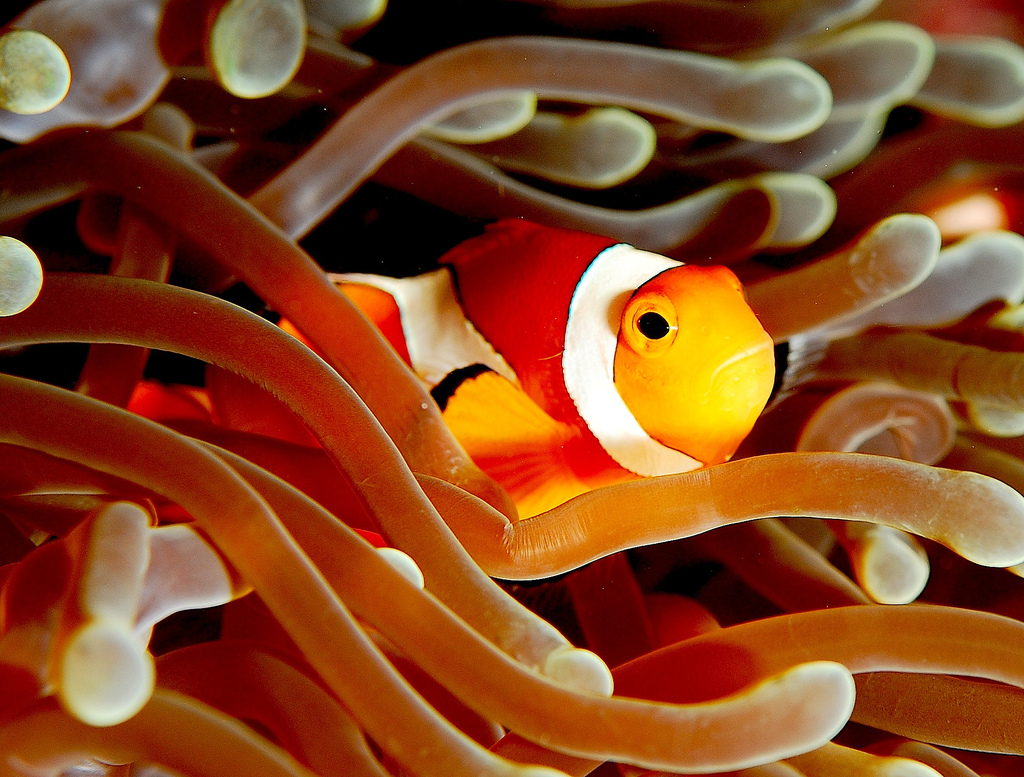
Vista de prop d'un peix pallasso en una anemone.
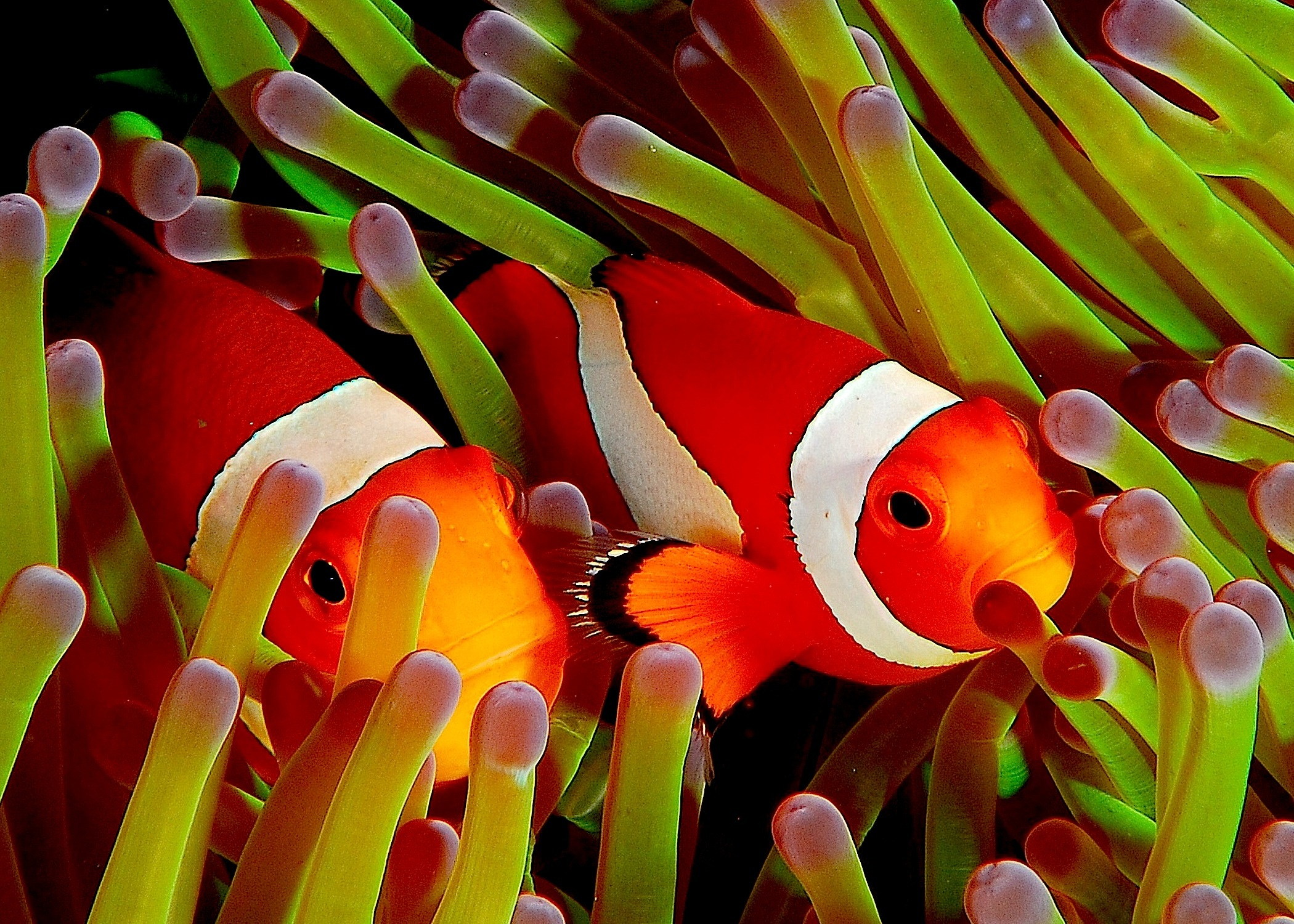
Dos peixos pallasso.
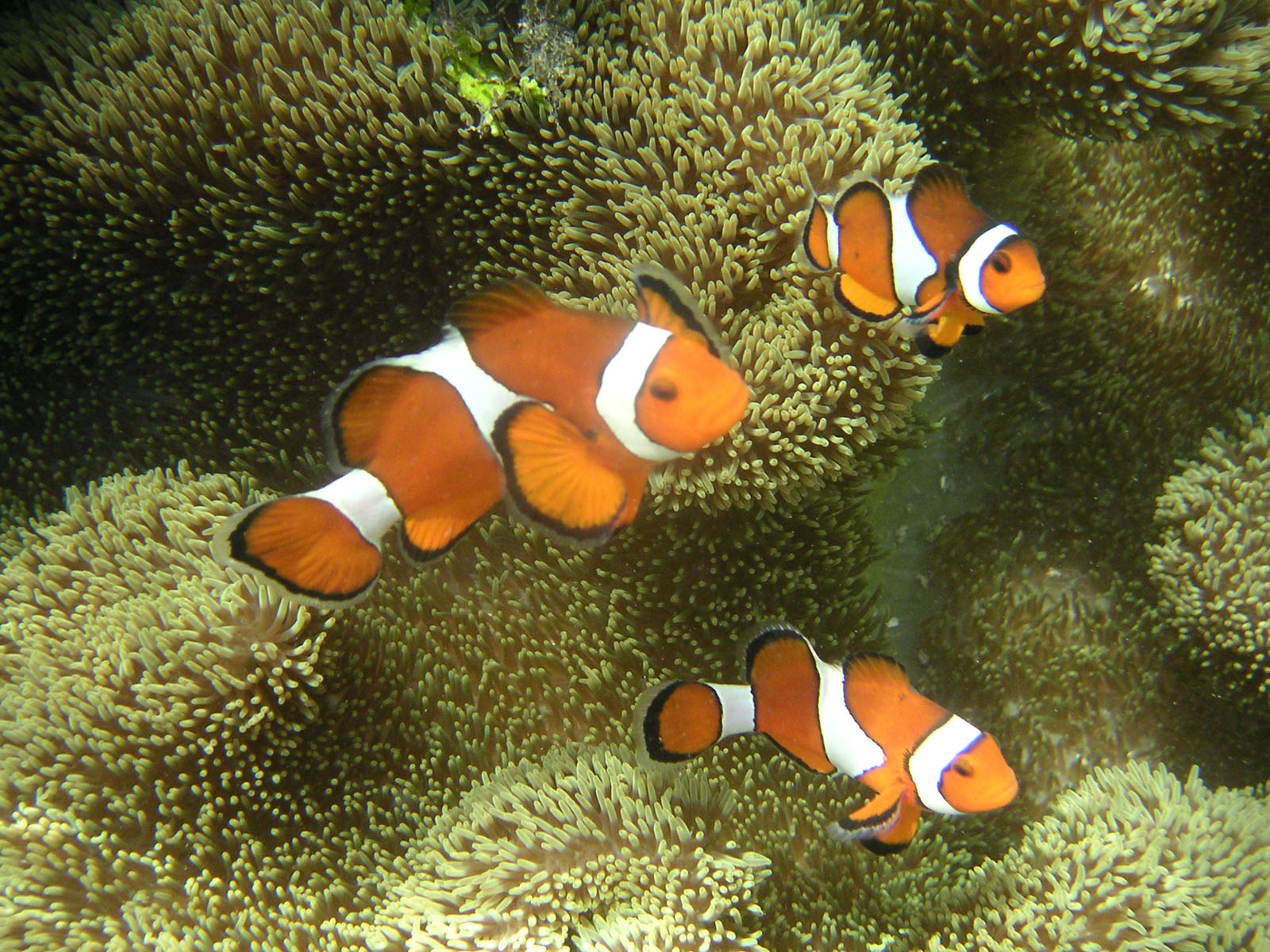
Grup familiar de peixos pallasso a l'illa de Miyako